# Lawrence G. Paull
Lawrence G. Paull, né le 13 avril 1938 à Chicago et mort le 10 novembre 2019 à La Jolla en Californie, est un chef décorateur américain. 

## Biographie

### Carrière
Il a remporté le British Academy Film Award des meilleurs décors et a été nommé à l'Oscar des meilleurs décors pour Blade Runner.

## Filmographie
- 1971 : L'Homme sans frontière, de Peter Fonda
- 1977 : Tail Gunner Joe de Jud Taylor (téléfilm)
- 1978 : Blue Collar, de Paul Schrader
- 1980 : La Bible ne fait pas le moine, de Marty Feldman
- 1982 : Blade Runner, de Ridley Scott
- 1984 : À la poursuite du diamant vert, de Robert Zemeckis
- 1985 : Retour vers le futur, de Robert Zemeckis
- 1985 : Le Prix de l'exploit, de John Badham
- 1987 : Project X, de Jonathan Kaplan
- 1988 : Plein pot, de Greg Beeman
- 1988 : Cocoon, le retour, de Daniel Petrie
- 1989 : Les Nuits de Harlem, d'Eddie Murphy
- 1990 : Predator 2, de Stephen Hopkins
- 1991 : La Vie, l'Amour, les Vaches, de Ron Underwood
- 1992 : Les Aventures d'un homme invisible, de John Carpenter
- 1992 : Obsession fatale, de Jonathan Kaplan
- 1993 : Quand l'esprit vient aux femmes, de Luis Mandoki
- 1993 : Indiscrétion assurée, de John Badham
- 1994 : Y a-t-il un flic pour sauver Hollywood ?, de Peter Segal
- 1996 : Sergent Bilko, de Jonathan Lynn
- 1996 : Los Angeles 2013, de John Carpenter